# Навас, Рауль
Рау́ль Родри́гес На́вас (исп. Raúl Rodríguez Navas; род. 11 мая 1988, Севилья, Испания), также известный как Рау́ль На́вас (исп. Raúl Navas), — испанский футболист, выступающий на позиции центрального защитника.

## Карьера
Родившийся в Севилье, Рауль Родригес Навас является воспитанником местного футбольного гранда. Во взрослом футболе он дебютировал в сезоне 2007/08 в составе её третей команды, выступавшей в Терсере. 30 мая 2009 года Навас провёл свой первый профессиональный матч, появившись в основе «Севильи Атлетико», являющейся резервной командой «Севильи», но был удалён на 78-й минуте и не смог завершить эту встречу.
В 2009 году Навас подписал контракт с «Вальядолидом» и изначально выступал за его вторую команду. 16 мая 2010 года после потери основной командой шансов на сохранение прописки в Примере он дебютировал в высшем испанском дивизионе в матче против «Барселоны». В августе 2011 года игрок и клуб разорвали отношения по взаимному соглашению.
Следующие несколько лет Навас провёл в выступавших в Сегунде B «Сельте B» и «Эйбаре».
12 июля 2014 года футболист подписал однолетний контракт с «Реал Сосьедадом», однако сразу же был отдан в аренду в «Эйбар». 24 августа состоялся его дебют за «оружейников» в Ла Лиге — в матче против того же «Сосьедада» была одержана минимальная победа. Свой первый гол на высшем уровне он забил 8 декабря, поразив в домашней игре сетку «Альмерии».
3 июня 2015 года по окончании арендного соглашения «бело-голубыми» был активирован пункт контракта с Навасом, согласно которому он был его действие было продлено до 2018 года, однако игрок был вынужден пропустить сезон 2015/2016 в связи с травмой.